# 愛言葉 (超新星の曲)
「愛言葉」（あいことば）は、超新星の9枚目のシングルである。2010年8月18日発売。

## 仕様
- 超☆初回限定盤（数量限定商品）
  - 超新星 JAPAN 1st Anniversary特製ミラー付
- 初回限定盤（UPCH-9582/￥1,600　税込）
  - PV収録DVD付
- 通常盤

## 収録曲
1. 愛言葉
東映配給映画「劇場版 怪談レストラン」主題歌
2. CRAZY CRAZY